# Jo (film)
Jo – francuski film komediowy z 1971 w reżyserii Jeana Girault z Louisem de Funèsem w roli głównej.

## Obsada
- Louis de Funès – Antoine Brisebard, pisarz
- Claude Gensac – Sylvie Brisebard, żona Antoine’a
- Bernard Blier – inspektor Ducros
- Michel Galabru – Tonelotti
- Guy Tréjan – Adrien Colas, adwokat
- Christiane Muller –  Mathilde, pokojówka
- Ferdy Mayne – pan Grunder
- Yvonne Clech – pani Grunder
- Florence Blot – pani Cramusel
- Micheline Luccioni – Françoise
- Jacques Marin – Andrieux
- Carlo Nell –  Plumerel
- Dominique Zardi  – Le Duc
- Henri Attal – Louis
- Paul Préboist